# De Spandl
De Spandl was een Belgische adellijke familie.

## Geschiedenis
Charles-Emmanuel de Spandl werd in 1848 in de erfelijke adel opgenomen met de titel baron, overdraagbaar bij eerstgeboorte.

## Genealogie
- Jean-Godefroid de Spandl, trouwde met Jeanne André
  - Charles-Emmanuel de Spandl (1779-1859), hoofdontvanger van de in- en uitgaande octrooien in Namen, trouwde in 1800 in Pâturages met Claire Le Lièvre de Staumont (1776-1852). Ze kregen vier kinderen.
    - Edouard de Spandl (1806-1880), kocht in 1854 de grotten van Han, trouwde in 1826 in Bergen met Lucie de Pletincx de Bois de Chêne (1792-1830). Ze kregen een zoon en een dochter. Hij hertrouwde in 1832 in Thumaide met Clotilde de Le Bidart (1807-1874), dochter van jhr. François-Joseph de Le Bidart, maire van Thumaide en lid van de departementsraad van Jemappes en de Provinciale Staten van Henegouwen. Ze kregen acht kinderen.
      - Goswin de Spandl (1846-1928), burgemeester van Courrière, trouwde in 1870 in Sint-Katelijne-Waver met Louise Deudon d'Heysbroeck (1850-1938). Ze kregen zes kinderen, maar zonder verdere mannelijke nakomelingen.

De laatste mannelijke de Spandl, Paul de Spandl (1888-1982), bleef ondanks twee huwelijken kinderloos en met hem doofde de familie uit.